# Chapelle Notre-Dame-du-Souvenir de Cannes
La chapelle Notre-Dame-du-Souvenir ou chapelle du Souvenir, ancienne église allemande ou Deutsche Kirsche, est une chapelle de Cannes.

## Situation géographique
La chapelle Notre-Dame-du-Souvenir se trouve à Cannes (Alpes-Maritimes) 27 boulevard de la République, dans le quartier du Prado - République.

## Historique
L'église luthérienne allemande, Deutsche Kirsche, a été édifiée vers 1872.
Des bâtiments sont ajoutés autour et au-dessus de l'église au début du XXe siècle.